# 香港貧富懸殊問題
香港貧富懸殊全亞洲最嚴重。聯合國人類住區規劃署發表年度報告，指香港是全亞洲貧富懸殊最嚴重的城市，也是全球貧富懸殊先進地區之首，其堅尼系數高於0.4警戒線。
這份題為《2008／2009年度世界城市狀況：和諧城市》的報告，首次以堅尼系數作為評定城市財富分配平均程度——即「平等程度」的標準。這個指數在0和1之間，數值愈低，表明財富在社會成員之間的分配愈均勻；反之亦然。通常把0.4作為收入分配差距的警戒線。
根據這份報告，北京市的堅尼系數為0.22，在全球城市中最低。全球平等城市最為集中的地區是歐洲，多國的城市基尼系數在0.3以下。在發展中地區，亞洲城市的平等程度最高，其平均堅尼系數為0.39。亞洲最不平等的城市是香港，其堅尼系數高達0.53。2017年統計處數字為0.539，為1997年回歸以來最嚴重，僅低於紐約市。
從全球來看，非洲和拉丁美洲乃不平等程度最嚴重的地區。拉美城鎮地區的平均堅尼系數是0.5，南非則高達0.73。
不過，有學者表示香港的堅尼系數已達至0.6，香港發生動盪的機會率接近一半。當中雨傘革命就是一例子，参與者希望有真普選，選出一個能夠解決社會問題的特區首長。

## 數字統計
- 據樂施會2018年發表的《香港不平等報告》顯示，香港最富裕一成及最貧窮一成住戶月入差距，已由2006年的34倍擴大到2016年的44倍。[2]

### 堅尼系數
- 2006年：0.533[2]
- 2011年：0.537[3]
- 2016年：0.539[2]

## 政府措施
- 梁振英於擔任特首時期，設立了貧窮線作量度標準。[3]

## 政黨及民間團體立場
- 樂施會於2018年公布《香港不平等報告》，批評香港政府分配在最能惠及貧窮人口的基本政府服務開支普遍偏低，沒有有效扮演資源再分配的角色，導致社會趨向更不平等的局面。[4]

### 民主黨
- 於2012年6月，民主黨立法會議員，福利政策發言人黃成智曾要求政府盡快成立由政務司司長負責主導，包括所有持份者的扶貧委員會。[5]

### 公民黨
- 於發表的2018-19年度公民黨施政報告意見書中，公民黨要求在公帑仍然充裕的時候，應設法協助基層就業，增加他們家庭各成員的生產及勞動的能力，從而解決跨代貧窮的問題。[6]

## 資料來源
1. ↑  . 明報. 2017-06-09  [2020-04-11]. （原始内容存档于2018-03-17）. （页面存档备份，存于）
2. 1 2 3  方蘅. .   [2020-04-11]. （原始内容存档于2020-10-20）. （页面存档备份，存于）
3. 1 2  王卓祺. .   [2020-04-11]. （原始内容存档于2020-04-11）. （页面存档备份，存于）
4. ↑  鐘靈. .   [2020-04-11]. （原始内容存档于2020-04-11）. （页面存档备份，存于）
5. ↑  民主黨. .   [2020-04-11]. （原始内容存档于2019-05-23）. （页面存档备份，存于）
6. ↑  公民黨.  (PDF).   [2020-04-11]. （原始内容存档 (PDF)于2020-04-15）. （页面存档备份，存于）